# 劉金 (弘治進士)
劉金（1472年—？），字震之，順天府通州三河县人，軍籍，明朝政治人物。

## 生平
順天府鄉試第八十一名舉人。弘治十二年（1499年）中式己未科會試第一百八十二名，三甲第一百七十七名進士。授乐安知县，正德元年（1506年）八月选授貴州道试監察御史，与禮科給事中曾大显以查勘钱榖参官，忤劉瑾意，下狱各杖二十，三年十一月降为南直隶桃源县丞。劉瑾死後，升南京礼部精膳司主事，歷升礼部署郎中，十年三月升山西布政司右参议，十二年正月考察去職。

## 家族
曾祖劉肖武；祖劉敬；父劉泰。母楊氏。具庆下。弟会、介。